# Silke Bachmann
Silke Bachmann, née le 18 février 1977, est une skieuse alpine italienne. En 1999, elle obtient son seul podium en Coupe du monde en terminant troisième du slalom géant de Serre Chevalier.

## Palmarès

### Jeux olympiques
| Épreuve / Édition | Salt Lake City 2002 |
| Slalom            | 18e                 |
| Slalom géant      | 16e                 |

### Championnats du monde
| Épreuve / Édition | St. Anton 2001 | Saint Moritz 2003 |
| Slalom géant      | 14e            | 22e               |
| Slalom            | Abandon        |                   |

### Coupe du monde
- Meilleur classement général : 39e en 2000.
- 1 podium : 1 troisième place.